# 이브라힘 샤리프

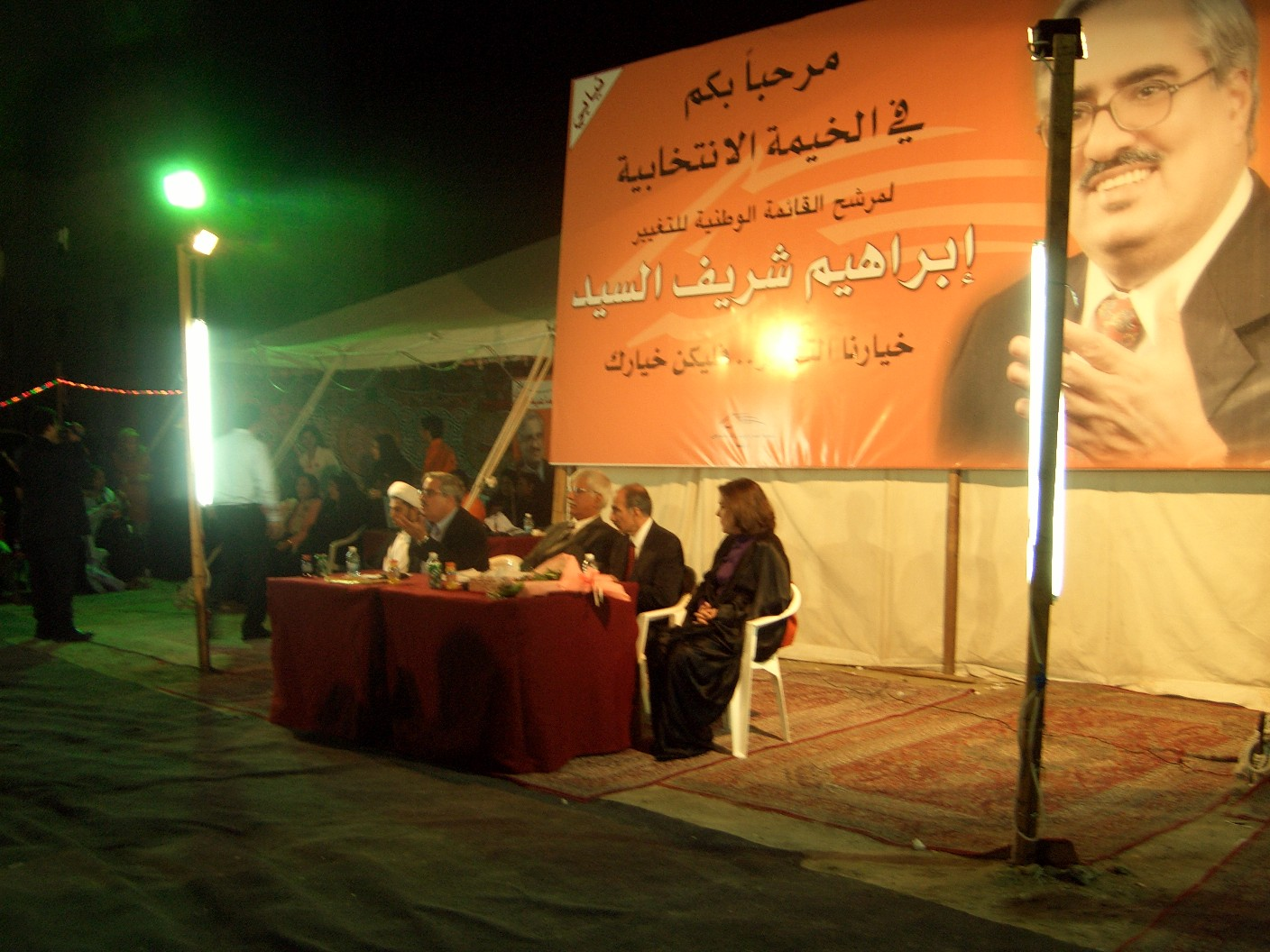
이브라힘 샤리프

이브라힘 샤리프 알사예드(아랍어: ابراهيم شريف السيد, 1957년 5월 15일 ~ )는 바레인의 정치인, 활동가이다. 2005년부터 바레인의 반체제 단체인 국가민주행동회의 사무총장을 역임하고 있다.
수니파 무슬림 출신이며 과거에는 마르크스주의, 아랍 민족주의 지하 조직에서 활동한 경력을 갖고 있다. 2011년 바레인 봉기 과정에서는 바레인에 거주하는 시아파 무슬림에 대한 정치적인 자유와 권리 보장을 요구했다. 이 사건으로 인해 바레인 당국에 체포되었고 조사 과정에서 고문을 받았다. 2011년 6월 22일에는 바레인 법원으로부터 징역 5년을 선고받았으며 2015년 6월 20일에 석방되었다.